# 이은성 (작가)
이은성(李恩成, 1937년~1988년 1월 30일)은 대한민국의 작가이다.